# Joost Klein
Joost Klein (Leeuwarden, Nizozemska, 10. studenog 1997.), poznat pod mononimom kao Joost, nizozemski je glazbenik, reper, pjevač i bivši YouTuber. 
Uglavnom hip hop umjetnik, njegove pjesme i izvedbe često uključuju utjecaje elektronske glazbe, kao što su drum'n'bass, hardstyle i gabber. Izdao je osam studijskih albuma, od kojih su dva dospjela među deset najboljih nizozemskih albuma Top 100. Prikupio je četiri ulaza na nizozemskoj top ljestvici Top 40, a najpoznatiji je po pjesmama „Scandinavian Boy”, „Wachtmuziek”, „Europapa” i „Friesenjung”.
Predstavljao je Nizozemsku na natjecanju za Pjesmu Eurovizije 2024. s pjesmom „Europapa”, koja je postala njegova prva pjesma koja se našla na vrhu „Dutch Single Top 100”. Nastupio je u drugom polufinalu natjecanja i prošao u finale, ali je diskvalificiran na dan finala nakon »prijetećeg pokreta« prema snimateljici.
Rođen u Leeuwardenu, preselio se s obitelji u frizijsku općinu Britsum. Godine 2008. otvorio je kanal na YouTube platformi pod nazivom „EenhoornJoost”, objavljujući video skečeve i mini-dokumentarce. U 2016. postavio je svoj prvi singl pod nazivom „Bitches” na svoj kanal, koji je dosegao milijun pregleda na platformi. Godine 2017. potpisao je ugovor s izdavačkom kućom Made, dijelom grupe TopNotch, s kojom je izdao svoja prva tri albuma „Dakloos”, Scandinavian Boy i „M van Marketing”, a potonji su dosegli 12. odnosno 10. mjesto nizozemske ljestvice.
Godine 2019. osnovao je vlastitu diskografsku kuću Albino Sports s kojom je objavio album „Albino”, inspiriran zbirkom pjesama koju je napisao u čast svog oca koji je preminuo 2011. Album je dosegao 5. mjesto na listi na nizozemskim ljestvicama i promoviran je kroz turneju „Het gaat niet zo goed”. Dana 15. studenog 2019. objavio je album „1983”, čiji se naziv odnosi na godinu rođenja Kleinovog starijeg brata. Sljedeće godine došao je red na „Joost Klein 7”, sastavljen od sedam pjesama uključujući suradnju s kanadskim reperom Bbno$ i remix verziju singla „Ik wil je” flamanske glazbene grupe De Kreuners.
Dana 11. prosinca 2023. objavljeno je da ga je nizozemska televizijska kuća AVROTROS interno odabrala da predstavlja Nizozemsku na natjecanju za Pjesmu Eurovizije 2024. u Malmöu. Njegova pjesma, „Europapa”, predstavljena je 29. veljače 2024. i bila je veliki komercijalni uspjeh od prvih sati objavljivanja, debitirajući izravno na vrhu nizozemske ljestvice i flamanskog Ultratopa. Pjesma je prikupila više od 25 milijuna pregleda otkako je objavljena na kanalu Eurovizije, a mnogi su pisali kako je Nizozemac jedan od favorita. Pjesma je posveta njegovom pokojnom ocu. koji je preminuo od raka i rekao mu da nema granica za ono što može postići. Ušao je u finale, ali ga je 11. svibnja 2024. EBU diskvalificirala zbog neprimjerenog ponašanja prema članu zaposlenika produkcijskog tima natjecanja.